# Bridge (estudio de animación)
Bridge Inc. (株式会社ブリッジ Kabushiki-gaisha Burijji?) es un estudio de animación japonés fundado en 2007 por ex empleados de Sunrise.

## Historia
Bridge fue fundado por miembros del sexto estudio de Sunrise mientras producía Sargento Keroro.

## Trabajos

### Series de televisión
| Año  | Título                                              | Director(es)                   | Fecha de primera transmisión | Fecha de última transmisión | Eps. | Notas                                                                                             | Refs.                |
| ---- | --------------------------------------------------- | ------------------------------ | ---------------------------- | --------------------------- | ---- | ------------------------------------------------------------------------------------------------- | -------------------- |
| 2010 | Mitsudomoe                                          | Masahiko Ohta                  | 2 de julio de 2010           | 26 de septiembre de 2010    | 13   | Adaptación del manga escrito e ilustrado por Norio Sakurai.                                       | [ 2 ]                |
| 2011 | Mitsudomoe Zōryōchū!                                | Masahiko Ohta                  | 9 de enero de 2011           | 28 de febrero de 2011       | 8    | Secuela de Mitsudomoe.                                                                            |                      |
| 2013 | Devil Survivor 2: The Animation                     | Seiji Kishi                    | 4 de abril de 2013           | 27 de junio de 2013         | 13   | Adaptación del videojuego de Nintendo DS Shin Megami Tensei: Devil Survivor 2.                    |                      |
| 2014 | Nobunagun                                           | Nobuhiro Kondo                 | 5 de enero de 2014           | 30 de marzo de 2014         | 13   | Adaptación del manga escrito e ilustrado por Masato Hisa.                                         | [ 3 ]                |
| 2014 | Fairy Tail                                          | Shinji Ishihira                | 5 de abril de 2014           | 9 de septiembre de 2019     | 328  | Episodios 176–328, con A-1 Pictures (todos los episodios) y CloverWorks (tercera temporada).      | [ 4 ]                |
| 2016 | Shōnen Ashibe: Go! Go! Goma-chan                    | Nobuhiro Kondo                 | 5 de abril de 2016           | 26 de febrero de 2019       | 32   | Adaptación del manga escrito e ilustrado por Hiromi Morishita. Coproducción junto a Husio Studio. |                      |
| 2016 | Seisen Cerberus: Ryūkoku no Fatalite                | Nobuhiro Kondo                 | 4 de abril de 2016           | 28 de junio de 2016         | 13   | Adaptación del juego RPG para móvil publicado por GREE.                                           | [ 5 ]                |
| 2017 | Shōnen Ashibe: Go! Go! Goma-chan 2                  | Nobuhiro Kondo                 | 5 de abril de 2016           | 26 de febrero de 2019       | 32   | Secuela de Shōnen Ashibe: Go! Go! Goma-chan. Coproducción junto a Husio Studio.                   |                      |
| 2017 | Ōshitsu Kyōshi Haine                                | Katsuya Kikuchi                | 4 de abril de 2017           | 20 de junio de 2017         | 12   | Adaptación del manga escrito e ilustrado por Higasa Akai.                                         | [ 6 ]                |
| 2018 | Nanatsu no Bitoku                                   | Shinji Ishihira                | 27 de enero de 2018          | 31 de marzo de 2018         | 10   | Adaptación basada en la línea de juguetes de Nanatsu no Bitoku.                                   | [ 7 ]                |
| 2018 | Shōnen Ashibe: Go! Go! Goma-chan 3                  | Nobuhiro Kondo                 | 3 de abril de 2018           | 26 de febrero de 2019       | 32   | Secuela de Shōnen Ashibe: Go! Go! Goma-chan 2. Coproducción junto a Husio Studio.                 |                      |
| 2018 | Muhyo to Rōji no Mahōritsu Sōdan Jimusho            | Nobuhiro Kondo                 | 3 de agosto de 2018          | 19 de octubre de 2018       | 12   | Adaptación del manga escrito e ilustrado por Yoshiyuki Nishi. Coproducción junto a Studio Deen.   |                      |
| 2020 | Yu-Gi-Oh! Sevens                                    | Nobuhiro Kondo                 | 4 de abril de 2020           | 27 de marzo de 2022         | 92   | Séptima entrega de la franquicia Yu-Gi-Oh!.                                                       | [ 8 ]                |
| 2020 | Muhyo to Rōji no Mahōritsu Sōdan Jimusho 2nd Season | Nobuhiro Kondo                 | 7 de julio de 2020           | 22 de septiembre de 2020    | 12   | Secuela de Muhyo to Rōji no Mahōritsu Sōdan Jimusho. Coproducción junto a Studio Deen.            | [ 9 ]                |
| 2020 | Munō na Nana                                        | Shinji Ishihira                | 4 de octubre de 2020         | 27 de diciembre de 2020     | 13   | Adaptación del manga escrito por Looseboy e ilustrado por Iori Furuya.                            | [ 10 ] [ 11 ] [ 12 ] |
| 2021 | Shaman King                                         | Joji Furuta                    | 1 de abril de 2021           | 21 de abril de 2022         | 52   | Adaptación del manga escrito e ilustrado por Hiroyuki Takei.                                      | [ 13 ]               |
| 2022 | Yu-Gi-Oh! Go Rush!!                                 | Nobuhiro Kondo                 | 3 de abril de 2022           | 30 de marzo de 2025         | 151  | Octava entrega de la franquicia Yu-Gi-Oh!.                                                        |                      |
| 2024 | Shaman King Flowers                                 | Takeshi Furuta                 | 10 de enero de 2024          | 3 de abril de 2024          | 12   | Secuela de Shaman King.                                                                           | [ 14 ]               |
| 2025 | Farmagia                                            | Shinji Ishihira Toshihiko Sano | 10 de enero de 2025          | 28 de marzo de 2025         | 12   | Adaptación del videojuego desarrollado por Marvelous.                                             | [ 15 ]               |
| 2025 | Hotel Inhumans                                      | Tetsurō Amino                  | 6 de julio de 2025           | —                           | —    | Adaptación del manga escrito e ilustrado por Ao Tajima.                                           | [ 16 ] [ 17 ] [ 18 ] |
| 2025 | Bad Girl                                            | Jōji Furuta                    | 6 de julio de 2025           | —                           | —    | Adaptación del manga escrito e ilustrado por Nikumaru.                                            | [ 19 ] [ 20 ] [ 21 ] |

### OVAs
| Año  | Título         | Director(es)    | Fecha de primera transmisión | Fecha de última transmisión | Eps. | Notas                              | Refs. |
| ---- | -------------- | --------------- | ---------------------------- | --------------------------- | ---- | ---------------------------------- | ----- |
| 2016 | Fairy Tail OVA | Shinji Ishihira | 17 de mayo de 2016           | 16 de diciembre de 2016     | 3    | Coproducción junto a A-1 Pictures. |       |

### ONAs
| Año  | Título                                | Director(es)    | Fecha de primera transmisión | Fecha de última transmisión | Eps. | Notas                                                                                 | Refs.  |
| ---- | ------------------------------------- | --------------- | ---------------------------- | --------------------------- | ---- | ------------------------------------------------------------------------------------- | ------ |
| 2012 | Ichigeki Sacchuu!! Hoihoi-san: Legacy | Tayuya Sato     | 11 de agosto de 2012         | 11 de agosto de 2012        | 1    | Adaptación del manga escrito e ilustrado por Kunihiko Tanaka.                         |        |
| 2015 | Saint Seiya: Soul of Gold             | Takeshi Furuta  | 11 de abril de 2015          | 26 de septiembre de 2015    | 13   | Spin-off basado en el anime clásico Saint Seiya. Coproduccion junto a Toei Animation. | [ 22 ] |
| 2018 | Munō na Nana Mini Anime               | Shinji Ishihira | 9 de octubre de 2020         | 25 de diciembre de 2020     | 12   | Mini anime para Munō na Nana lanzado semanalmente en el sitio web y Twitter oficial.  |        |
| 2020 | Pon Qiao Booth                        | Desconocido     | 2 de diciembre de 2020       | 19 de junio de 2021         | 22   | Historia original.                                                                    | [ 23 ] |